# Collaltové
Collaltové, přesněji páni z Collalto et San Salvatore (počeštěně z Collalta a San Salvatoru) je starý langobardský rod původem z italského Trevisa. 

## Historie
Svůj původ odvozoval od muže jménem Rambaldo, kterému měla být langobardskými králi Adalbertem a Berengarem udělena první privilegia. První nesporné doklady o rodu pochází z roku 959, kdy Collaltové získali majetek v treviské marce v sousedství Benátské republiky a roku 1191 hrady s panstvími Collalto a San Salvatore, podle kterých nesli následně rodové jméno (z italského colle alto = vysoký kopec). Rod Collaltů byl v řadách rakouské aristokracie jedním z nejvýznamnějších.
Zakladatelem rakouské větve rodu byl Marco Carlo, vyslanec Karla IV. na dvoře Inocence VI., moravské majetky však získal teprve Rambaldo XII., zvaný též Veliký (1579–1630). Rudolf II. jej v roce 1610 povýšil do stavu říšských hrabat. Rambaldo XII. dobyl Mantovu, stal se prezidentem dvorské válečné rady a proslul svými neshodami s Valdštejnem. V roce 1622 od Ferdinanda II. zakoupil za 111 000 tolarů brtnický konfiskát po Zdeňku Brtnickém z Valdštejna, k němu připojil za 68 000 tolarů získané panství Německý Rudolec (dnes Rudolec) a Černá, konfiskát po Rafaelu Chroustenském, a za 10 000 tolarů přikoupil u Brtnice ležící Příseku, původně majetek Jana Vlka Křineckého z Ronova. Z těchto moravských statků vytvořil svou poslední vůlí fideikomis.
Tomáš Vinciguerra (1710–1768) připojil k moravskému fideikomisu v roce 1768 Uherčice, Písečné, Slavětín a alodiální Okříšky. O povýšení do knížecího stavu (pro knížecí linii rodu vázanou na moravské statky) se v roce 1822 zasloužil Eduard (1747–1833), který v Nových sadech (Neustift) u Písečného před rokem 1823 založil rodinnou hrobku. Jeho starší syn Anton Octavian II. kníže Collalto po sobě zanechal dvě dcery a dva syny. Z nich mladší syn Alfons získal v roce 1844 italské rodové statky se zámkem v San Salvatore a v Dolním Rakousku vyženil statek Staatz, starší syn Eduard Octavian, narozený roku 1810 ve Vídni, zdědil po otci moravský fideikomis a s ním i knížecí titul. Čtvrtým knížetem a správcem moravských statků se stal Eduardův syn Emanuel Josef (Emanele Giuseppe) a to zprvu pod dohledem svých poručníků. Emanuelův nástupce Manfred Collalto (Manfredo VII.) sjednotil italské i moravské statky a byl vynikajícím hospodářem. Manfred a po něm jeho syn Oktavián Collalto si pro své bydlení vybrali Uherčice, které vybavili cennými obrazy z ostatních moravských sídel.
Majetek rodu Collaltů se v roce 1945 rozprostíral přes pět okresů – v okrese Jihlava (obce Brtnice, Hrutov, Brodce, Jestřebí, Kněžice, Uhřínovice, Příseka, Panská Lhota, Arnolec), v okrese Třebíč (obce Opatov a Okříšky), v okrese Nové Město na Moravě (obce Bohdalov, Rudolec, Chroustov), v okrese Velké Meziříčí (v obci Černá) a v okrese Moravské Budějovice (v obci Uherčice).
Další rodové větve a generace žily v Itálii a Německu. V současnosti je rod po měči vymřelý, na základě povolení belgického krále došlo ke spojení s rodem Croÿ, jehož současným představitelem je kníže Emanuel de Croÿ Collalto (*1990).

## Moravská větev
Prvním z Collaltů, který se na Moravě v Brtnici usadil, byl Rombaldo XIII., od roku 1617 ženatý s Blankou Polyxenou z Thurnu a Valsassiny. Během třicetileté války se účastnil řady bitev. Mezi ty nejúspěšnější patří bitva o dobytí Mantovy. Za jeho zásluhy mu byl císařem udělen řád zlatého rouna. V roce 1623 se mu podařilo výhodně zakoupit konfiskát po Zdeňkovi z Valdštejna († 1623) – moravské panství Brtnici u Jihlavy. Rombald XIII. obohatil své majetky za krátkou dobu o Rudolec a Černou.
Rombaldo započal také s přestavbou zámeckého kostela. Po jeho smrti v roce 1630 v Churu (ve Švýcarsku) panství spravovala vdova Blanka Polyxena s poručníkem Michalem Adolfem z Althanu a to až do její smrti na přelomu let 1646/1647, aby se jej následně ujal Rombaldův již dospělý syn Claudius III. Ten byl ženatý s Marií Isabelou Gonzagovou a nechal přestavět zničený zámek na nové reprezentativní sídlo. Po Claudiově smrti v roce 1661 vše zdědil jeho mladší bratr Antonín František, jenž nechal na návrší naproti zámku vybudovat kapli Panny Marie Pomocné (1672–1673).
Antonius Franciscus Ernestus, Sv. římské říše hrabě Collalto, St. Salvatore, Ray, Credazzo a Musestre, regirující pán na Brtnici, Rudolci, Černé a Zhoři, pán na Lukách, držitel města Ibského v Rakousích, J. M. uherského a českého krále rada, skutečný komorník a nejvyšší soudce v markrabství moravském, jakož i J. V. K. M. Sigmunda Franc., arciknížete rakouského, komorník, Horních a Dolních Rakous regir. rada.
Časopis Matice moravské, r. 1903, s. 252
Antonín František byl celkem třikrát ženat – s Marií Terezií de Portia, Marií Maxmiliánou Sinzendorfovou z Althanu a Marií Annou von Strattmann – a po jeho smrti v roce 1696 vše připadlo jeho nejstaršímu synovi z druhého manželství, Leopoldu Adolfu Rombaldovi. Ten byl ovšem již v roce 1707 v souboji s Augustem Jáchymem Sinzendorfem zabit a panství se na rok ujal administrátor Karel Ludvík z Rogendorfu.
V roce 1709 připadly veškeré majetky mladší z italských větví, která se posléze také usadila na Brtnici. Prvním z nich byl Antonín Rombaldo I., syn Vinciguerry V. Ten sem přijel jako čerstvý ženáč, neboť si v roce 1708 vzal Marii Eleonoru ze Starhembergu. Brtnici nechal vyzdobit sochami od Davida Liparta a zámek pak obrazy Karla Františka Teppera. V roce 1715 postihl město mor. V roce 1723 Brtnici navštívil při příležitosti korunovační cesty na českého krále římský císař Karel VI. Antonín Rombaldo zemřel v roce 1740 a majetek zdědil jeho syn Tomáš Vinciguerra VI., ženatý s Antonií Josefou Monte Santa de Silva. Po jeho smrti v roce 1768 zdědil majetky jeho syn Jan Nepomuk, který ovšem zemřel již o 4 roky později bezdětný. Vše tedy připadlo jeho strýci Františku Augustinovi, jenž si vzal za manželku svou neteř Cecilii.
Toto manželství zůstalo bezdětné a tak po smrti Františka Augustina v roce 1779 se pokračovatelem brtnické větve rodu stal Antonín Octavián z mladší italské větve. Ten se oženil s Laurou Nani z Benátek a v roce 1793 zdejší majetky zdědil jejich syn Eduard III., od roku 1782 ženatý s Cecilií de Gradenigo. Eduard se v roce 1822 dočkal povýšení do knížecího stavu. V roce 1833 se do čela této větve dostal jeho syn Antonín Octavián Jan, jehož manželkou byla od roku 1810 Karolína Apponyi. Za něj také proběhla v roce 1842 klasicistní přestavba brtnického zámku. V roce 1854 vše zdědil Eduard IV. Alfons (manželka Karolína Marie Apponyi mladší) a v roce 1862 Emanuel Josef Antonín. Jeho manželství s Irmou Büttnerovou z Vídně však zůstalo bezdětné a jeho smrtí v roce 1924 vymírá jedna z mladších italských větví Collaltů.

### Moravský fideikomis
Collaltovský majorátní fideikomis patřil v době knížete Emanuela svými 10 894 hektary k deseti největším na Moravě. Jeho centrem bylo brtnické panství o rozloze 6 638 hektarů s rozlehlým zámkem v Brtnici, menšími zámky v Kněžicích a Jestřebí, s dvorem v Heralticích, sklárnami v Opatově, s osmi lesními revíry a s jedním pivovarem, škrobárnou, cihelnou, dvěma mlýny a jednou palírnou. K brtnickému panství byl připojen (ale samostatně spravován) alodní statek Okříšky a Pokojovice.
Od Brtnice směrem na severovýchod, na hranici Moravy a Čech, leželo panství Černá a Německý Rudolec o velikosti 1 704 hektarů. V panství se nacházely dva zámky (v Černé a Rudolci), hospodářský dvůr v Měříně, tři lesní revíry, škrobárna a cihelna.
Na jihu u rakouské hranice, mezi Vranovem, Bítovem a Slavonicemi, leželo panství Uherčice o velikosti 1 621,43 hektarů. Uherčický zámek sloužil díky své poloze i podnebí jako odpočinkové sídlo Emanuelových rodičů i prarodičů, kromě něj se na panství nacházely tři lesní revíry, lihovar, cihelna, vápenka, mlýn a pila. Od Uherčic na západ se rozprostíralo menší panství Písečné a Slavětín o rozloze 641,53 hektarů, se zámečkem v Písečném a rodovou hrobkou v blízkých Nových Sadech, dvěma lesními revíry, lihovarem, mlýnem a pilou. V roce 1892 byla hodnota fideikomisu odhadnuta na 2 030 982 zlatých a 53 krejcarů.
Od poloviny 19. století byly hospodářské dvory pronajímány, v Rudolci byl dvůr pronajat celý, tři dvory v Brtnici a jeden v Uherčicích byly rozparcelovány a pronajaty po částech, panství Písečné bylo dáno do pachtu již v letech 1862-1880 celé. Ve vlastní režii se tak na panství obhospodařovalo sedmnáct dvorů, devět bylo pronajímáno. Pronajímány byly také pivovary a mlýny. Na přelomu století se na celém svěřeneckém zboží nacházelo patnáct lesních revírů, čtyři lihovary, dvě škrobárny, čtyři cihelny, vápenka, čtyři mlýny a pily, tři hostince a pivovar. Vzhledem k tomu, že hornatý a chladný ráz Vysočiny nebyl pro extenzivní zemědělství vhodný, zemědělský ráz fideikomisu si zachovaly pouze Uherčice se svými třemi lesními revíry.

### Vídeň - majorátní palác na Am Hof
Eduard Octavian po sobě zanechal dceru Julii, v té době již vdanou za Eduarda Wildericha hraběte von Walderdorff a osmiletého syna Emanuela, který se po svém otci stal čtvrtým knížetem a správcem moravských statků. Kněžice a Uherčice sloužily Emanuelovi k pobytu poměrně často, po stavební stránce se však více zapsal ve Vídni, kde byl trvale bytem. Collaltům ve Vídni patřil již od dob Rambalda Velikého majorátní palác na náměstí Am Hof. Rambaldo XIII. získal od Ferdinanda II. jako konfiskát po Emerichu Thurzovi dva domy, na jejichž místě nechal jeho druhorozený syn Antonín František vystavět přepychový palác. Ten v roce 1724 Antonio Rambaldo nechal přestavět, po něm pak poslední velkou přestavbu prováděl první knížete Eduard v letech 1800-1804. Spodní část výstavného paláce rodina pronajímala, v části přízemí ale i bydlela, od dob Emanuelova otce se v přízemí nacházely obchody. V paláci se ráda v zimě zdržovala Emanuelova matka. Část paláce obrácenou do Schulhofu obýval Emanuelův strýc Alfons a jeho větev rodiny při svých pobytech ve Vídni, po první světové válce v něm bydlela Marie Therese Collalto. Emanuel jej využíval sporadicky.

### Vídeň - palác na Rathausstrasse 21
V roce 1880 zakoupil kníže Emanuel ve Vídni pozemek na rohu Universitätstrasse a Rathausstrasse pro stavbu nového collaltovského paláce. Stavba čtyřpatrového
domu v novorenesančním stylu byla dokončena o rok později. Hlavní vchod s iónskými sloupy a collaltovským erbem měla sice z Rathausstrasse, ale vzhledem ke své rohové poloze byla již ve stavebních účtech adresována na Universitätstrasse 9. Umístění paláce v prvním vídeňském obvodu, na dohled od radnice, s výhledem na sousední Votivkirche bylo přepychové, zrovna tak samotný palác, který Emanuelovi poskytoval prostorné místnosti zdobené mramorem, vykládaná dřevěná schodiště i dvůr s fontánou zdobenou sochou dívky s vázou. Kníže v něm obýval nejprve první dvě patra. Později bylo pronajímáno i druhé patro, snad v souvislosti s výstavbou vily v Döblingu. Od roku 1903 v něm měl ortopedickou ordinaci a až do roku 1930 i byt doktor Adolf Lorenz. Nyní se zde ve druhém patře domu nachází muzeum Adolfa Lorenze.
Právě v domě na Rathausstrasse začal Emanuel žít se svou snoubenkou a později manželkou Irmou. Od roku 1904 v domě sídlila redakce časopisu Bautechniker, přízemí po dostavění pronajalo knihkupectví kupectví Friedrich Wolfrum & Co, méně honosné byty ve třetím a čtvrtém patře byly pronajímány jednotlivcům. V roce 1922 se dům ještě nacházel v majetku knížete Emanuela, ale jeho byt v prvním patře stále častěji využívala rodina Kielmaseggů. V roce 1924 dům vlastnila Nettie Kunitzer, vdova po Dr. Kunitzerovi (později znovu provdaná za Josefa Königsteina), která ho držela až do anšlusu Rakouska, kdy spáchala sebevraždu.

### Vídeň - vila na Armbrustergasse 33
V roce 1894 se kníže Emanuel Collalto rozhodl ke stavbě vily v XIX. vídeňském obvodu, v Heiligenstadtu a zakoupil obrovský pozemek na menším pahorku u ulice Armbrustergasse, nedaleko starého domu své matky. Stavba začala v roce 1894 a dokončena byla o rok později, architektem byl Anton Engert, mistrem stavitelem pak Friedrich Notthaft.
Patrová novobarokní vila v obrovském anglickém parku – největším v XIX. obvodě – uspokojovala všechny nároky na pohodlí. Na západní straně byla velká terasa, v prvním patře pak balkon, na nějž se vcházelo z ložnice. Na opačné, vchodové straně byl menší vyhlídkový balkon, na nějž se vcházelo z hudebního sálu, jak terasa, tak balkon skýtaly výhledy do parku. Reprezentační místnosti vily byly situovány v přízemí, vévodil jim velký salon se vstupem do malé zimní zahrady situované na jih a po její pravé i levé straně vedly dveře na zmíněnou terasu. Lodžie na západní i východní straně prvního patra se vstupy ze šatny a z místnosti pro hosty nabízely z jedné strany výhledy na vinice a svahy Kahlenbergu, z druhé pak na Dunaj.
Jan Koumar: Vídeňská a moravská sídla Emanuela Josefa 4. knížete Collalto e San Salvatore
Vdova Irma prodala v roce 1928 vilu berlínskému spisovateli Adolfu Hahnovi. Ten ji po roce odprodal a novým vlastníkem se stal Adolf von Zsolnay. Po anšlusu Rakouska v ní byla zřízena ubytovna pro jednotky Heimwehru a v roce 1945 ji poničilo bombardování, takže následovala demolice vilového komplexu, na jehož místě byl postaven bytový komplex Rudolf-Sarközy Hof, sestávající ze dvanácti bytových domů (s 29 čísly popisnými) a celý pozemek rozdělen dvěma novými ulicemi.

## Hraběcí italská větev rodu v Rakousku (Staatz)
Alfonso Giuseppe z Collalta a San Salvatoru, syn Antona Oktaviana II. knížete z Collalta, hraběte z Collalta a San Salvatoru, se 10. května 1840 oženil s Idou hraběnkou z Colloreda-Mannsfeldu, dcerou Ferdinanda hraběte z Colloreda-Mannsfeldu. Z manželství pošla dcera Margaretha Juliana a syn Oktavian. Dcera Margaretha Juliana se provdala za Ferdinand Alfonse Klementa markýze z Piatti. Bratr Oktavian Anton se oženil s Annou Františkou Idou ze Solmsu-Hohensolmsu-Lichu a po smrti otce převzal rakouské panství Staatz.
Alfons (Alfonso) sňatkem vyženil alodiální panství Staatz, sestávalo, mimo panského sídla v Siebenhirten a dominikálního hospodářského dvora Rothensee, z tržního městečka Staatz, zřízeniny hradu na kopci Staatzerberg, zámeckého sídla a přilehlých vsí Kautendorf (1 115 jiter), Wultendorf (1 480 jiter), Frätingsdorf (1 086 jiter), Waltersdorf (995 jiter), Ehrnsdorf (591 jiter), Enzersdorf (1 811 jiter), Föllim (743 jiter) a Neusidl-Kotting (1 099 jiter).
1. Alfons Joseph Anton hrabě z Collalta a San Salvatoru (*19. červenec 1814 Vídeň; † 28. červen 1890 Staatz)  ∞ Ida Theresia Margarita Isabella Henrika Ludovika hraběnka z Colloreda-Mansfeldu (* 13. únor 1816 Staatz; † 5 červen 1857 Staatz)
  1. Margarita Carolina Juliana Sophia hraběnka z Collalta a San Salvatoru (* 30 květen 1841 Brtnice; † 18. srpen 1918 Loosdorf) ∞ (Staatz 1860) Ferdinand Alphons Clemens Joachim Maria hrabě Piatti (* 18 srpen 1833 Brtnice; † 26. únor 1908 Vídeň), matka Caecilia Carolina Juliana hraběnka z Collalta a San Salvatoru, provdaná Piatti[18]
  2. Oktavian  Anton Salvator hrabě z Collalta a San Salvatoru  (* 5. květen 1842 Brtnice; † 28. květen 1912 San Salvatore)[19][20] ∞ (1865) Anna Francisca Cecilia Caroline Ida princezna ze Solmsu-Hohensolmsu-Lichu (* 2. červen 1844 Brtnice 1844; † 7. květen 1904 Štýrský Hradec[21])
    1. Maria Theresia Ida Carolina Caecilia Juliana hraběnka z Collalta a San Salvatoru (* 22. prosinec 1866 Vídeň; † 16. září 1944 Vídeň)
    2. Rambald Alfons Ferdinand Ludwig Hermann hrabě z Collalta a San Salvatoru (* 10. únor 1858 Lich; † 26. prosinec  1913 San Salvatore)[22] ∞ (1892)[23] Gabriele Maria Anna Ervina hraběnka z Abenspergu a Traunu[24] (* 25. duben 1878 Petronell; † 13. květen 1964)
    3. Manfred Eduard kníže z Collalta a San Salvatoru (* 18. leden 1870 San Salvatore, Susegana; † 22. červenec 1940 Uherčice)[25]
    4. Mathilde Leopoldina Agnes Juliana hraběnka z Collalta a San Salvatoru (* 28. leden 1873 San Salvatore, Susegana; † 6. duben 1951 Salcburk) ∞ (Štýrský Hradec 1897) Heinrich Franz Alois Karl Maria hrabě z Fünfkirchenu (* 16. únor 1865 Štýrský Hradec; † 25. únor 1957 Salcburk)[26][27]

Po otci Alfonsovi převzal velkostatek Staatz syn Oktavian Anton Salvator hrabě z Collalta a San Salvatoru. V roce 1900 jmenoval správce statku „Rothensee“ Karla Procheho vrchním správcem na hospodářském dvoře Staatz, Hospodářského správce Ignáce Bernera přeložil na dvůr „Rothensee“ a v roce 1901 jmenoval správcem statku „Rothensee“ Viktora Krzische z Kulmthalu, dosavadního hospodářského adjunkta na dvoře Staatz.
Panství Staatz zdědil Oktaviánův syn Manfredo Eduardo kníže z Collalta a San Salvatoru, který v roce 1911 (resp. 1914) propachtoval hospodářské dvory Staatz a Rothensee Akciové společnosti pro průmysl cukrovarnický (Aktiengesellschaft für Zuckerindustrie), která byla založena 30. srpna 1910 ve Vídni a to na základě povolení, jež udělila vídeňská banka Bodenkreditanstalt obchodní firmě Schoeller & Co a firmě bratří Redlich & Berger. Ekonomické ředitelství sídlilo v Hodoníně. Vzhledem k tomu, že Emanuel Josef 4. kníže z Collalta a San Salvatoru zemřel v roce 1924 bezdětný, majorátní fideikomis přešel na syna jeho bratra Manfreda Eduarda z Collalta a San Salvatoruz z italské větve rodu, žijící na dolnorakouském sídle Staatz.

## Manfred Eduard kníže Collalto et San Salvatore
V roce 1891 císař mladého Manfreda hraběte Collato et San Salvatore, toho času poručíka v záloze u dragounského pluku č. 5, převelel k pardubickému dragounskému pluku č. 8, jehož další eskadry byly po jedné ubytovány v Přelouči, Bohdanči a Josefově. Z Bohdanče ale tehdy 22letý Manfred v květnu 1892 utekl a byl vojenským soudem obviněn z padělání směnek a dezerce. Následně se zdržoval v Meklenbursku na panství Teschendorf, kde v roce 1890 koupil jeho právní zástupce rytířský syndikát, právník Eduard Dahlmann z Rostock od Gustava Adolfa Kindermanna hospodářský dvůr Godow, který Kindermann do té doby držel společně se svým dědečkem Dr. med. H. Jungem z Hamburku. Manfrédův otec Ottaviano si podal u soudu ve Štýrském Hradci žádost o prodloužení zákonného zastupování syna Manfreda na dobu neurčitou, což mu bylo 19. prosince 1893 zemským soudem povoleno.
Hrabě podvodníkem. V Bohdanči u Pardubic nemalou sensaci působí zmizení poručíka u tamní dragounské posádky hraběte Manfreda Collalta. Týš nadělal mnoho dluhů a padělal mnoho směnek, načež v květnu zmizel z Bohdanče a podnes ke pluku se ještě nevrátil. Velitelství 8. dragounskébo pluku v Bohdanči rozeslalo okrušník následujícího obsahu: „Hrabě Manfred Collalto poručík v záloze, narozený r. 1870 v Susseganě, okres Treviso v Itálii, a příslušný do Staatsu, okres Mistelbašský v Dolních Rakousích, 171 cm vysoký, tělnatý, kulatého obličeje, rusých vlasů a obočí, modrých očí, malého nosa, kulaté brady, mluvící německy, francouzsky a anglicky, prchl v květnu letošního roku z Bohdanče a provinil se paděláním směnek.”
Čech, 11.07.1892
V roce 1899 dokoupil Manfred od Kindermanna celý alodiální velkostatek Teschendorf. Dne 26. ledna 1901 se na zámku Roßla zasnoubil s 22letou Theklou, princeznou Ysenburg-Büdingen (* 16. říjen 1878), dcerou Bruna v. Ysenburg-Büdingen a jeho 2. manželky Berthy Castell-Rüdenhausen, a 9. května 1901 se na zámku Büdingen oženil. Mladý pár odjel na svatební cestu do Itálie na zámek Conegliano. V závěru pak novomanželé navštívili i zámek San Salvatore, kde je přivítal otec Ottaviano a bratr Rambaldo. V témže roce si Manfred ještě nedaleko Rostock propachtoval dvůr Sanitz. Na Teschendorfu se také narodili všichni jeho potomci: dcera Giselda 21. září 1902, dcera Anna 7. května 1904, dcera Polyxena 16. října 1905, syn Oktavián 12. října 1906 a syn Rambold 27. července 1908.
Ještě před smrtí svého otce se Manfred vrátil na dolnorakouský zámek Staatz, odprodal statek Teschendorf a po smrti otce dolnorakouský majetek ve Stožci (Staatz) převzal. Zde se také konaly 23. srpna 1922 v kostele sv. Martina společné zásnuby hraběnky Giseldy a hraběnky Anny. Giselda se provdala za hraběte Eduarda von Mensdorff-Pouilly, Anna za hraběte a markýze Ferdinanda Piatti. Dcera Polyxena se již vdávala v Uherčicích za prince Alfréda z Liechtensteinu a syn Oktavián se oženil 23. července 1928 s Marií Camillou zu Windisch-Graetz v katedrále sv. Štěpána ve Vídni. Svatba nejmladšího syna Rambolda s italskou šlechtičnou Cecilia Zeno se odehrála v Benátkách 11. září 1929.
Po vypuknutí první světové války se hrabě Manfred Collalto stal členem dobrovolné Automobilové organizace pro přepravu zraněných válečníků. Během války řídil tábor pro uprchlíky z Jižního Tyrolska v Mistelbachu (k. k. Flüchtlingsstation Mistelbach) a stanici v Asparnu (Flüchtlingsniederlassung Asparn an der Zaya). V roce 1917 obdržel od města Mistelbach titul čestného občana. V květnu roku 1918 udělil císař Karel I. hraběti Manfredovi jako bývalému poručíkovi v záloze postavenému mimo službu a za jeho mladistvou dezerci s dodatkem z nejvyšší milosti a výjimečně titul „důstojnost tajného rady”.

### Pronájem a prodej dvorů Rotensee a Staatz v Dolním Rakousku
Vídeň byla před rokem 1918 střediskem rakouského cukrovarnictví a sídlem téměř všech nerolnických moravských cukrovarů. Na základě československého nostrifikačního zákona z prosince roku 1919 byly akciové společnosti donuceny zřídit sídla na území nové republiky, což učinila i Akciová společnost pro cukrovarnictví a přesídlila do Hodonína. Část bývalých propachtovaných pozemků zůstala na rakouské straně (Rothensee a Staatz hraběte Collalta, Steinabrunn hraběte Otta z Fünfkirchenu, Aichhof a Katharinenhof u Schwechatu majitelky pivovaru Käthe Dreher, Ebergassing majitelek Sophie a Františky Schloißnig a Neuhof u Mistelbachu továrníka Julia Kaszaby).
V roce 1921 činila celková výměra dvora Rothensee 510 ha (430 ha polí, 22 ha luk, 8 ha pastvin, 50 ha neproduktivní půdy) a dvora Staatz 330 ha (303 ha polí, 22 ha luk, 1 ha pastvin a 4 ha neproduktivní půdy ve 44 roztroušených parcelách). Centrální ředitelství v Rothensee disponovalo nákladní rampou pro náklad po železnici a nejbližší železniční stanice se nacházela v Laa an der Thaya. Dvůr Staatz využíval železniční zastávku Enzersdorf a Staatz.
Provoz dvorů zajišťovalo úřednictvo, sestávající z 1 ekonomického inspektora (kterému byly podřízeny vedle dvorů Rothensee a Staatz ještě hospodářské dvory Stutenhof, Steinebrunn, Haidhof, Pulgram a Voitelsbrunn), 2 ekonomických správců a 3 ekonomických adjunktů, další dozor nad dvory zajišťovali 2 šafáři, 2 švýcarští hofmistři (Oberschweizer), 7 polních dozorců (Feldausseher) a 1 dozorce pro sýpku (Schüttbodenaufseher). Vedle toho běžnou práci na dvoře provádělo 36 podkoních (Pferdeknechte), 7 voláků - čeledínů u volů (Zugochsenknechte), 23 čeledínů u krav (Kuhknechte und Kuhmägde), 4 mrvitelé (Düngerknechte), 11 řemeslníků (Professionisten), 2 noční hlídači (Nachtwächter) a 2 hlídači mladého skotu a hříbat (Jungvieh- und Fohlenwächter). Pro sezonní práce byli najímáni deputátníci z přilehlých oblastí Československa.
Za účelem převzetí bývalých propachtovaných pozemků Akciové společnosti pro průmysl cukrovarnický na rakouské straně (hospodářské dvory Aichhof, Ebergassing, Katharinenhof v okrese Schwechat a dvory Rothensee, Staatz, Steinebrunn a Stutenhof v okrese Laa an der Thaya) byla zřízena sesterská akciová společnost se sídlem ve Vídni pod názvem Aktiengesellschaft für landwirtschaftliche Betriebe / Akciová společnost pro zemědělské závody, kterou nadále kontrolovali akcionáři z rodiny Redlich a Auspitz, rakouská banka Allgemeine Österreichische Boden-Credit-Anstalt a firma Schoeller. Prezidentem správní rady se stal Bedřich Redlich, který však v roce 1921 zemřel. Po něm byl zvolen předsedou Ferdinand Bloch-Bauer, člen správní rady banky Bodenkreditanstalt (od roku 1933 agrárník Viktor Stoupal).

#### Akciová společnost pro zemědělské závody (Vídeň)
V roce 1923 kníže Manfred Collalto propachtoval oba hospodářské dvory nově utvořené Akciové společnosti pro zemědělské závody, jejíž činnost na velkostatku Staatz byla zaměřena na semenářství (Saatzuchtwirtschaft Staatz) a výrobu mléka (Milchwirtschaft Staatz). Vedení rakouské akciové společnosti převzal dosavadní ředitel československé ASPC Hans Hamscha a vedení akciové společnosti v Československu Karel Pospíšil.
V roce 1924 zřídila Akciová společnost pro zemědělské závody ve Vídni (celková rozloha 2 828 ha) dvou inspektoráty: Rothensee a Aichhof, pro které šlechtitelská a semenářská stanice Rothensee pěstovala elitní sorty obilovin, řepy, luštěnin, brambor a jetele:
1. Inspektorát Rothensee (1 288 ha, inspektor Ernst Ribarsch): se dvory Rotenseehof (509 ha, správce Ing. I. Witz), Staatz (329 ha, správce Josef Pirochta), Steinebrunn (240 ha, správce Franz Schidlo), Stutenhof (210 ha, správce G. Frohner),
2. Inspektorát Aichhof u obce Klein-Schwechat (1 540 ha, inspektor Smekal): se dvory Aichhof (700 ha), Katharinenhof (480 ha), Ebergassing (360 ha).

Oba inspektoráty podléhaly ústřednímu ředitelství ve Vídni (ústřední ředitel Hans Hamscha). Akciová společnost pro zemědělské závody ve Vídni a sesterská firma Akciová společnost pro průmysl cukrovarnický v Hodoníně spadaly pod vedení prezidenta Ferdinanda Bloch-Bauera.
Vedle šlechtitelské a semenářské činnosti se Akciová společnost pro zemědělské závody věnovala výrobě mléka, k čemuž chovala na statku Staatz (Milchwirtschaft Staatz) kolem 1 600 krav alpských plemen (Montafoner, Simmenthaler, Tiroler Rotschecken, Tiroler Pinzgauer, Landschlag). V letech 1923-1925 započala úzce spolupracovat s akciovou mlékárnou ve Vídni (Vereinsmolkerei-A.-G. Wien, XVII., Ottakringerstraße 72, vymazána r. 1940), modernizovala ustájení krav a na jednotlivých dvorech zřídila chladírny mléka (Milchkühlanlage Staatz). Mléko se pak dováželo do mlékárny ve Vídni, kde se dále v jejích 70 filiálkách zpracovávalo.
Akciová společnost pro zemědělské závody ve Vídni nakonec obhospodařovala veškerý collaltovský dolnorakouský pozemkový majetek kolem zámku Staatz, sestávající z 1 348 ha (z toho 832 ha užitkové zemědělské půdy).

#### OHG Gustav & Wilhelm Löw (Angern)
V roce 1936, kdy se kníže Manfred Collalto rozhodl k odprodeji, získala dvůr Staatz s pozemky v obcích Kautendorf, Ernsdorf, Enzersdorf, Kottingneusiedl, Rothenseehof und Wultendorf akciová společnost Gustav & Wilhelm Löw, která byla 8. prosince 1938 arizována berlínskou DAG (Deutsche Ansiedlungsgesellschaft in Berlin) pro účely wehrmachtu.
Akciová společnost pro zemědělské závody ve Vídni pokračovala ve své činnosti na základě rozhodnutí valné hromady z 10. října 1939 a 20. prosince 1939 a povolení ministerstva zemědělství ve Vídni z 14. prosince 1939 a nesla nový název: Aktiengesellschaft für landwirtschaftliche Industriebetriebe. Do čela představenstva a „Treuhänderem“ byl jmenován ministerský rada Ing. Josef Guth z Vídně, do dozorčí rady zemský místodržící pro župu Dolní Podunají Ing. Heinz Birthelmer z Vídně, právník Dr. Heinrich Wirtz z Düsseldorfu a prokurista Leonhard Wolzt z Vídně.
V rámci výstavby NSDAP a její bojové organizace Sturmabteilung (SA) ve Východní marce (Ostmark) využívala NSDAP zámek Staatz už od léta 1938 jako svůj výcvikový tábor pro SA.-Gruppe Donau. O ten Oktavian Collalto definitivně přišel kupní smlouvou z 22. května 1943, kdy se zámek stal majetkem Říšského svazu pro Německé mládežnické ubytovny v Berlíně (Reichsverbandes für Deutsche Jugendherbergen in Berlin). Následně využívala zámek jako svůj školící tábor organizace Hitler Jugend.
S příchodem Rudé armády a ukonením druhé světové války převzal DAG-hospodářské dvory sovětský koncern USIA (УСИА, zkratka pro Управление советским имуществом в Австрии), zpráva sovětského majetku v Rakousku.

### Pozemková reforma v Československu
Celý majetek hraběte Emanuela Collalto et San Salvatore na území nové republiky zařadil Státní pozemkový ústav už v roce 1921 do prvního období prováděné pozemkové reformy. Jednalo se o celý velkostatek Brtnice-Okříšky-Pokojovice se dvorem Přímělkov, dvorem Střížov (ze dvora Okříšky jen do 50% výměry), o celý velkostatek Uherčice s Písečnou a Slavětínem a celý velkostatek Něm. Rudolec-Černá. Zábor a oceňovací řízení pozemkové reformy v době smrti knížete Emanuela probíhaly na všech collaltovských statcích v Československu, v roce jeho smrti (1924) byly navíc zákonem č. 179/1924 Sb. zrušeny fideikomisy (v platnosti zůstala až do roku 1964 fideikomisní substituce).
Emanuel Josef 4. kníže z Collalto zemřel po krátké nemoci ve čtvrtek 11. prosince 1924 v pět hodin odpoledne v Sanatoriu Löw ve Vídni ve věku 69 let. Jelikož zemřel bezdětný, majorátní fideikomis přešel na jeho o šestnáct let mladšího synovce Manfreda z italské větve rodu. Majetek mimo území fideikomisu (mimo Československo) zdědila až na majorátní dům ve Vídni na Am Hof jeho manželka Irma. Ta zemřela po těžkém utrpení o sedm let později 9. května 1931 ve Vídni ve věku 73 let. Kníže Emanuel si podle poslední vůle nepřál pohřeb do rodinné hrobky v Nových Sadech (snad kvůli jejímu špatnému stavu a taktéž nejisté situaci v novém Československu), ale do prostého hrobu, který si předem zakoupil na hřbitově v Hietzingu, hned vedle zdi Schönbrunnského parku.
V roce 1927 započal přídělový komisař ing. J. Malina společně s technickým úředníkem J. Puršem s prováděním poz. reformy na velkostatku Uherčice. Ze záboru bylo majiteli propuštěno 307,02 ha půdy, zestátněno 920 ha lesa (propuštěno 422 ha), k zbytkovým statkům přiděleno 198 ha půdy, rozparcelováno 88 ha a 12 ha ponecháno v záboru. V roce 1930 následovalo propuštění zámecké zahrady s parkem, lihovaru s cihelnou, vápenky a elektrárny. Pila propadla státu, k tomu také zřícenina hradu Frejštejna. Spojeným dvorům „Uherčice - Mitrovice” bylo ze 441 ha půdy nakonec ponecháno 390 ha, 39 ha rozparcelováno a 13 ha zestátněno. Po ukončení pozemkové a lesní reformy obhospodařoval velkostatek Uherčice 433,78 půdy, z toho 38,5 ha luk, 4 ha zahrad, 7 ha pastvin, 48,29 ha lesa v šesti nesouvislých dílech a 2 ha rybníků.
Dvůr „Korolupy” (48 ha) přidělil státní pozemkový úřad téměř celý zemi Moravskoslezské, která obdržela z jeho polností 39 ha. Zbytek polností a lesů, náležejících ke dvoru, bylo zestátněno (8 ha). Zbytkový statek od státu odkoupil v březnu 1926 p. Tříletý z Police. Dvůr „Křeslík” (Grössinghof) v rozsahu 138 ha byl státním pozemkovým úřadem z části rozparcelován a odprodán jako zbytkový statek (94 ha) zemskému moravskému výboru, který jej převzal i s veškerými českými zaměstnanci. Přislíben byl Františkovi Timmelovi, důstojníku čsl. armády v záloze (nadporučíku Vozatajského praporu č. 3 v Brně) a zeti zemského vrchního stavebního rady doc. Ing. Gustava Dostála v Brně. Už v listopadu 1927 na statku hospodařil a v roce 1930 pak zbytkový statek Křeslík koupil.
Dvůr Neuhof (Nový dvůr)) byl správou velkostatku jako jediný až do počátku pozemkové reformy v dlouhodobém pronájmu Antona Zawadila, hostinského z Vratěnína, později jeho syna Johanna Zawadila. Zbytkový statek „Neuhof” (55 ha) byl nejprve ponechán v záboru a pronajímán, v roce 1935 jako zbytkový odprodán jeho nájemci Františku Smejkalovi, předáku Národní jednoty. Zestátněnou collaltovskou parní pilu v Uherčicích odkoupil r. 1935 Eduard Prager. Rozloha zestátněných lesů na velkostatku Uherčice a dvora ve Slavětíně činila v roce 1926 1 093 ha.
Reformě v Písečném bylo podrobeno 335 ha zemědělské půdy a 638 ha veškeré půdy, přičemž všechna tato půda byla přidělena drobným nabyvatelům, takže všechny pozemky byly rozparcelovány, třem zbytkovým statkům bylo předáno 201 ha a zestátněno 284 ha. Dvůr v Písečném Státní pozemkový úřad rozdělil na dva zbytkové statky: 1. prodal О. Schillerovi (95 ha), 2. С. Mikovi (92 ha), kterému v roce 1930 přidělil i mlýn s pilou; dvůr Krokvice (110 ha) odprodal pozemkový úřad jako zbytkový statek ing. Z. a M. Kopuletému. Lihovar získalo nově vzniklé české lihovarské družstvo. Zestátněný dvůr ve Slavětíně (90 ha) měl nejprve v pronájmu předseda slavětínského odboru Národní jednoty, který jej nakonec od státu odkoupil.
Manfred se ukázal být vynikajícím hospodářem. Zabydlel se na zámku v Uherčicích, Kněžice upravil pro trvalý pobyt hraběte Eduarda Mensdorf-Pouillly, manžela nejstarší dcery Giseldy. Rodina Kielmanseggů se musela 20. května 1925 z brtnického zámku vystěhovat a Manfred (a po něm Oktavián Collalto) si zámek v Brtnici znovu zařídili k bydlení. Kníže Manfred Collalto et San Salvatore, italský občan příslušný do Susegany v okrese Treviso v Itálii, zemřel 22. července 1940 a v důsledku pohnutých událostí nebyl převezen do rodinné hrobky v Brtnici.[zdroj?] Jeho ostatky byly uloženy na místním hřbitově ve Vratěníně.

## Oktavian Bruno kníže Collalto et San Salvatore
Posledním majitelem panství se stal Manfredův syn Oktavián Collalto et San Salvatore (1906–1973), jemuž byl velkostatek Uherčice intabulován dne 2. října 1944 na základě rozhodnutí soudu pro Vídeň I ze dne 13. září 1944. Pravděpodobně na začátku roku 1945 byl do zámku v Uherčicích přivezen do úschovy nábytek z rakouského zámku Schönbrunn. Právě za Oktáviánova působení proběhla na collaltovských velkostatcích na československém území konfiskace veškerého majetku podle účelově vyložených Benešových dekretů.
1. OKTAVIAN Bruno Rambald Kuno Rudolf Eilert kníže z Collalto et San Salvatore (* 12. říjen 1906, Teschendorf, Německo - † 13. říjen 1973, Benátky, Itálie) ∞ (23. červenec 1928, Vídeň) Maria Camilla princezna zu Windisch-Grätz (* 18. září 1907, Keszthely - † 10. leden 1991, Benátky)
  1. Alexandra Thekla Giselda Marie Bianca Polissena Antonia Juliane (* 30. březen 1930, Vídeň - † 10. leden 1996, Milano) ∞ Rinaldo dei Baroni Casana (* 20. červen 1917, Turín - † 12. červenec 1975, Milano)
  2. MANFRED Karl Erwin Rambald Antonius kníže Collalto et San Salvatore (* 26. září 1932, Vídeň - † 21. červenec 2004, San Salvatore) ∞ (1959 Pesadilla) Maria de la Trinidad Castillo y Moreno (* 13. květen 1937, Tangier, Maroko)
    1. ISABELLA Maria Aurora Alessandra Giselda Giuliana Marcellina (26. duben 1960, Frankfurt nad Mohanem)
    2. Giuliana Maria de la Trinidad Tecla Anna Cecilia (7. březen 1961, Frankfurt nad Mohanem)
    3. Alessandra Fernanda Maria de la Trinidad Aurora Polissena Giuliana (26. březen 1962, Mnichov)
    4. Maria de la Trinidad Polissena Fernanda Giuliana (18. březen 1964, Mnichov)
    5. Caterina Cecilia Maria Aurora Giuliana (13. březen 1970, Mnichov)[101]

### Konfiskace majetku
Konfiskace majetku Oktaviána Collalto et San Salvatore probíhala na základě vyhlášky Okresního národního výboru (ONV) v Jihlavě ze dne 11. července 1945, jejíž právní podklad tvořil dekret prezidenta republiky č. 12/1945 Sb. Vzhledem k tomu, že dekret zahrnoval pouze osoby německé a maďarské národnosti, Oktavián Collalto se jako Ital, na které se konfiskace nevztahovala, odvolal. Stížnost zaslal k Moravskoslezskému zemskému národnímu výboru (ZNV) v Brně a ten konfiskační vyhlášku zrušil.
V závěrečném usnesení ale výbor Oktaviána Collalta označil za italského fašistu. Okresní národní výbor (ONV) v Jihlavě (místo správy collaltovského majetku) vydal novou konfiskační vyhlášku, která byla zveřejněna nejen ve Velkém Meziříčí, Moravských Budějovicích, Třebíči a Novém Městě na Moravě, ale také ve všech obcích, kde měl rod Collaltů majetek. Veškerý majetek byl zkonfiskován s okamžitou platností a bez náhrady.

### Předání majetku do národní správy
Podle přípravné zprávy ze dne 6. dubna 1946 spadaly pod centrální ředitelství v Brtnici:
- Lesní úřad v Brtnici,
- Lesní správa v Německém Rudolci,
- Hospodářská správa v Brtnici,
- Hospodářská správa v Okříškách,
- Správa rybníkářství a
- Správa velkostatku v Uherčicích s výrobnou generátorového dříví a cihelnou v Okříškách, s pivovarem v Brtnici, s vápenkou a lihovarem v Uherčicích.

O příděl uherčického velkostatku s výměrou kolem 55 ha se ucházely Státní lesy a statky a místní drobní zemědělci. Lesní majetek 24. května 1946 obdržely Státní lesy a statky, zaměstnanci velkostatku měli prozatím zůstat na svých pracovních místech. Majetek pod národním správcem vrchním lesním radou Ing. Stanislavem Krupicou byl rozdělen na část brtnickou a část uherčickou (hospodářský správce v Uherčicích Stanislav Jaš).

### Odvolání Oktaviána Collalta
Oktavián Collalto et San Salvatore se za pomoci JUDr. Jana Krčala odvolal a uváděl, že nebyl ani Němec ani Maďar. Také vyzdvihl fakt, že v konfiskační vyhlášce chyběl skutkový předpoklad pro to, aby byl označen zrádcem nebo nepřítelem Čs. republiky. ZNV 7. ledna 1946 rozhodl znovu a tentokrát prohlásil Oktaviána Collalta za osobu spadající pod ustanovení §3 odst. 1 dekretu č. 12/45 Sb. Zemský národní výbor Oktaviána Collalta obvinil z účasti na fašistické vládě, z užívání německého jazyka, v jehož důsledku byl místním obyvatelstvem považován za Němce. Dále ho vinil z aktivní a záměrné pomoci německým okupantům.
Collaltova argumentace v odvolání spočívala ve faktu, že „původní fašistická strana dopomohla ke svržení Mussoliniho vlády a že tato problematika představovala otázku italskou, jíž se mělo zabývat ministerstvo vnitra, ne však ZNV”. Používání německého jazyka považoval za irelevantní. Oktavián na svoji obhajobu uvedl, „že přispíval na sbírky pro německé dobročinné účely, které z něho byly vymáhány či spíš vydírány.” Poukazoval na skutečnost, že „se snažil chránit svůj majetek, aby jej ubránil před plundrováním.” Také uvedl, že „přispíval pouze na dobročinné účely”, „po rozpuštění Junáka v Brtnici poskytl k dispozici finanční prostředky ve výši 100 000 korun pro pokračování organizace”, „zaopatřoval rodinné příslušníky perzekvovaných osob” a že „byl německými úřady označen za nespolehlivou osobu.”
Zemědělští a lesní zaměstnanci velkostatku Brtnice, Uherčice a Německý Rudolec v prohlášení ze dne 16. února 1946 uvedli na obranu knížete Oktaviána Collalta et San Salvatore:
„...kníže Oktavián Collalto měl vždy plné pochopení pro sociální poměry svých zaměstnanců, bez rozdílu, zda to byl dělník neb úředník. Byl proti přijímání německých zaměstnanců, při zatčení svého zaměstnance gestapem podporoval rodinu dotyčného a snažil se zakročit ve prospěch postiženého,...že když kníže Collalto přispíval na německé sociální účely, nečinil tak dobrovolně. Podporoval partyzány na svém území, když mohl. Jeho rodina nikdy nebyla občany považována za Němce, ale za Italy s pozitivním vztahem k českým zemím a českému obyvatelstvu a že jim „není známo, že by majitel (kníže Oktavián) byl zrádcem a nepřítelem českého národa.“
 Příběh uherčického zámku. Poválečná historie v letech 1945–1979
Podle vyjádření ministerstva zemědělství měla být konfiskace odložena a majetek měl být sepsán pro lepší zachování stavu jeho majetku. Vzhledem k tomu, že Ing. Stanislav Krupica dne 3. dubna 1947 zemřel, ustanovil ZNV v Brně 22. dubna 1947 nového národního správce vrchního lesního radu pana Františka Stejskala.
Dne 12. května 1947 ZNV „rozhodl, že Oktavián Collalto et San Salvatore, vlastník velkostatku Brtnice, okr. Jihlava, spadá pod ustanovení §u 3 odst. 1 dekretu č. 12/45 Sb”. Následovalo další odvolání, na které reagovala 12. srpna 1949 rada Krajského národního výboru v Jihlavě zrušením národní správy a František Stejskal byl odvolán. Nepřidělené části majetku převzal IX. odbor Ministerstva zemědělství (Národní pozemkový fond). Zámecký inventář z Uherčic (kromě inventáře Národní kulturní komise a inventáře pro aukční prodej) byl předán národnímu podniku Antikva a část odkoupil Čs. státní statek za 88 000 Kčs.

## Isabella Collalto et San Salvatore
Členové rodu se v roce 1947 vrátili na své staré rodové sídlo Castello di San Salvadore, které se nachází u města Susegana. Poslední dědičkou je Isabella Collalto, nejstarší dcera hraběte Manfreda (1932-2004) a hraběnky Trinidad z Collalto, která od roku 2007 vede rodové vinařství Conte Collalto a od roku 2008 spravuje rodový zámek San Salvatore. V prosinci 1989 se provdala za prince Guillauma de Croÿ, se kterým má dvě děti: syna Emmanuela (1990) a dceru Violette (1995).
1. Isabella Maria Aurora Alessandra Giselda Giuliana Marcellina hraběnka Collalto et San Salvatore (*26. dubna 1960, Frankfurt nad Mohanem, Německo) ∞ (1989 ) Guillaume Gabriel Joseph Juste Pierre Gaétan Marie Ghislain prince de Croÿ (* 10. dubna 1950, Rumillies, Belgie)
  1. Emmanuel Manfredo Juste de Croÿ-Collalto (* 9. prosince 1990, Rumillies, Belgie)
  2. Violette Maria Trinidad Giuliana de Croÿ (* 12. února 1995, Doornik, Belgie)[118]

## Výstava „Z Trevisa do Brtnice”
Výstava, která se konala od 10. 9. 2019 do 17. 11. 2019 na zámku v Brtnici ve výstavní síni Domu Valdštejnů představovala dějiny italského rodu Collalto před jeho příchodem na Moravu v 17. století společně s výběrem nejstarších děl z rodinné obrazové sbírky. Výstava navazovala na stejnojmennou jarní výstavu v prostorách Moravského zemského archivu v Brně, kdy byly panely s texty mapující dějiny rodu Collalto v italské provincii Treviso od 10. století až po začátek třicetileté války (kdy panství Brtnici koupil Rambaldo XIII. Collalto) doplněny ještě vzácnými listinami a dalšími archivními dokumenty. K jarní výstavě byl pak vydán česko-italský katalog. Podzimní výstava v Brtnici byla rozšířena o 19 předmětů zapůjčených Národním památkovým ústavem. Ty se od roku 1945 nacházely v depozitáři na zámku Jaroměřice nad Rokytnou. Na téma přechodu z Itálie na Moravu pak navazovaly v obrazové části výstavy veduty italských rodinných hradů a dále čtyři veduty Brtnice (většinou z 19. století), z nichž tři byly veřejnosti představeny vůbec poprvé. Další obrazy kurátoři vybrali tak, aby si návštěvník mohl vytvořit lepší představu o rozsahu uměleckých sbírek, které začal budovat již první majitel Rambald XIII.
Kurátory výstavy byli: za Masarykovu univerzitu Petr Elbel, Ondřej Schmidt a Stanislav Bárta (též autoři katalogu brněnské části výstavy), Dana Novotná z Národního památkového ústavu, která koncipovala brtnickou část výstavy, vybrala exponáty z depozitáře a zpracovala panely u významnějších obrazů.